# Histurgopse à queue rouge
Histurgops ruficauda
Genre
Espèce
Synonymes
- Histurgops ruficaudus Reichenow, 1887
(préféré par IUCN)

Statut de conservation UICN

 LC  : Préoccupation mineure
L’Histurgopse à queue rouge (Histurgops ruficauda) est une espèce de passereaux de la famille des ploceidés. C'est la seule espèce du genre Histurgops.

## Répartition
Cet oiseau vit en Tanzanie et régions limitrophes du sud-ouest du Kenya.